# Thee Silver Mt. Zion Memorial Orchestra
La Thee Silver Mt. Zion Memorial Orchestra è un gruppo musicale canadese, originario di Montréal (nel Quebec). Hanno usato nel corso della loro carriera anche diversi altri nomi (A Silver Mt. Zion, The Silver Mt. Zion Memorial Orchestra & Tra-La-La Band, Thee Silver Mt. Zion Memorial Orchestra and Tra-La-La Band with Choir o Thee Silver Mountain Reveries), per questo motivo sono spesso indicati con la sigla SMZ, che sta per Silver Mt. Zion. La 
band è un side project dei Godspeed You! Black Emperor
Solitamente il gruppo viene etichettato come post-rock, anche se i membri del gruppo sono riluttanti a definirlo tale.
Il cantante e chitarrista Efrim Menuck afferma di identificarsi con l'etica ed estetica del punk rock.

## Storia del gruppo
Tre membri dei Godspeed You! Black Emperor, ossia Efrim Menuck (chitarra, piano e voce), Thierry Amar (contrabbasso) e Sophie Trudeau (violino) decisero di fondare il gruppo a cavallo tra il 1999 e il 2001. Lo stile del gruppo è atipico, ed unisce musica tzigana, rock da camera, post rock, folk e musica minimalista.
Stando ad un'intervista rilasciata presso l'emittente olandese VPRO Radio, il gruppo ebbe origine come progetto con il quale Efrim Menuck sperava di imparare a scrivere la musica. Già chitarrista nei GY!BE, contava di comunicare meglio con i compagni di band familiarizzando con la teoria musicale. Presto abbandonò l'idea, resosi conto che preferiva non sapere esattamente cosa facesse mentre scriveva, optando per un approccio “annaspante” alla composizione. In ogni caso, il progetto SMZ proseguì. La decisione di Menuck di registrare un album fu parzialmente ispirata dalla morte del suo cane, Wanda, deceduta mentre lui era in tour con i GY!BE.
Serviva anche come sbocco creativo che gli permettesse di sperimentare con idee e suoni che non si sentiva di poter effettivamente creare con il collettivo GY!BE. Cercando aiuto nel processo della creazione degli album, Menuck arruolò la violinista Sophie Trudeau e il bassista Thierry Amary, anche loro coinvolti nei Godspeed You! Black Emperor.
La band fece il proprio debutto dal vivo il 6 marzo 1999 al Musique Fragile, performance organizzata dall'etichetta Constellation Records.
Il primo album uscì nel marzo 2000 per la Constellation Records intitolato He Has Left Us Alone but Shafts of Light Sometimes Grace the Corner of Our Rooms....
In seguito la formazione si allargò a sei unità (si aggiunsero la violoncellista Beckie Foon, il chitarrista Ian Ilavsky e la violinista Jessica Moss) e il gruppo cambiò nome in Silver Mt.Zion Memorial Orchestra & Tra-la-la Band. Pubblicarono Born into Trouble as Sparks Fly Upward, registrato in sole due settimane nel 2001, che chiuse la prima parte di carriera del gruppo.
Nel successivo This Is Our Punk Rock (2003), infatti, il suono del gruppo, come esplicitato all'interno del nome dell'album, si tinse maggiormente di punk rock, con accostamenti anche a tratti di musica spettrale e folk apocalittico.
Nell'EP Pretty Little Lightning Paw del 2004, a nome Thee Silver Mountain Reveries vennero inseriti brani scartati dalla session del precedente album.
Nel 2005 il gruppo pubblicò Horses in the Sky, costituito da sei tracce in cui sono sempre chitarre e violini a farla da padrone. Nel frattempo era entrato in formazione anche Scott Levine Gilmore (mandolino e chitarra), che tuttavia rimase per poco tempo e venne sostituito dal batterista Eric Craven. Per circa un anno e mezzo il gruppo intraprese un tour che toccò Canada, Stati Uniti ed Europa.
Seguì 13 Blues for Thirteen Moons del marzo 2008, di matrice math rock e psichedelica e costituito da 16 brani, di cui quattro effettivi. Craven, Foon e Ilevsky lasciarono la band nell'estate 2008 e venne invece ingaggiato David Payant (batteria). Nel 2007 e nel 2009 il gruppo ha collaborato con Vic Chesnutt per gli album North Star Deserter e At the Cut.
Nel febbraio 2010 con Kollaps Tradixionales, a nome Thee Silver Mt. Zion Memorial Orchestra, il solito carattere sacrale e liturgico fornito da archi e chitarre, si impose in una maggiore dimensione intima che in passato.
Il 2014 segna un nuovo cambiamento, con la formazione a cinque (Menuck, Payant, Trudeau, Jessica Moss, Thierry Amar), il gruppo partendo sempre sa un'estetica post rock segna un passaggio a suoni più duri con contaminazioni rock blues e metal nel nuovo album Fuck Off Get Free We Pour Light on Everything.

## Stile

### Influenze
La dichiarazione stampa ufficiale afferma che le influenze della band includono “free jazz, canti collettivi, Minimalismo e i canti popolari americani - per quanto ancorata (la band, ndr) ad una rivisitazione punk-rock sui tropi della musica neo-classica e moderna.”
Menuck ha citato Deerhoof come influenza positiva per la band, dicendo “c'è un modo che ha lui di creare una melodia per cui questa diventa la cosa più strana del mondo, e siamo esaltati quando sentiamo di avvicinarci al suo approccio.”
Ha criticato gruppi come gli U2 che ritiene colpevoli di “emozionalismo manipolativo” nella loro musica, qualcosa che i Silver Mt. Zion cercano di evitare.
Menuck ha fatto riferimento anche ai Minutemen, ai Minor Threat e ai primi Black Flag in alcune interviste, per quanto le loro influenze siano presumibilmente di tipo etico e non stilistico; pare che tutti i membri della band siano fan dei Led Zeppelin.
Con due eccezioni, le tracce dei Godspeed You! Black Emperor non hanno parti cantate; al loro posto, usano registrazioni audio provviste da Sophie Trudeau. Alla stessa maniera, samples fanno la loro comparsa sull'album di debutto dei SMZ, nel quale Menuck cantò in due tracce - Movie (Never Made) e Blown-out Joy from Heaven's Mercied Hole. Menuck confessò di essere a disagio con la cosa, inizialmente, sentendosi “sciocco” e a disagio con il ruolo di cantante in genere. Almeno ai tempi, non voleva essere l'elemento centrale della band, bensì contava di usare il canto come strumento stilistico.

### Testi e tematiche
Si dà per scontato in molte interviste che Efrim Menuck scriva la maggior parte delle parole cantate o parlate nei brani della band, nonostante il chitarrista Ian Ilavsky abbia sottolineato che Menuck “ha veramente sostenuto e incoraggiato la partecipazione degli altri nella scrittura di un certo numero di testi nell'ottica di cantarli in coro”.
Ci sono forti riferimenti politici nella musica della band. La strumentale "13 Angels Standing Guard 'round the Side of Your Bed" è apparentemente rivolta agli anarchisti black bloc, secondo il libretto dell'album. La canzone “The Triumph Of Our Tired Eyes” può essere interpretata come la condanna delle condizioni attuali del mondo, mentre rivela una forte speranza per quanto riguarda il futuro. Rimanda inoltre alla vecchia canzone, “Alle Barricate”, cantata dagli anarchici durante la Rivoluzione Spagnola. Horses in the Sky contiene tracce apertamente politiche, inclusa “Ring Them Bells (Freedom Has Come and Gone)” e “God Bless Our Dead Marines". Detto ciò, è lecito sottolineare che, interrogato riguardo agli elementi politici dei brani degli A Silver Mt Zion dopo un concerto a Notthingam, UK, del dicembre 2004, Efrim Menuck affermò che “la band non sta cercando di essere ‘politicamente impegnata’ con le proprie canzoni, bensì i brani vengono scritti sulla sorta di argomenti di cui i membri parlano con i loro amici.”
13 Blues for Thirteen Moons, pubblicato nel marzo 2008, fu il primo album a contenere un libretto con i testi. Stando ad un'intervista con Menuck, ha voluto includere i testi in tutti gli album (a partire da 13 Blues, ndr) “principalmente perché un sacco di gente non parla inglese come prima lingua” e non voleva che le canzoni venissero male interpretate o citate scorrettamente. Al di là di questo, uno dei manager della Constellation ha una “avversione radicale nei confronti dei libretti con i testi” e solo con l'uscita degli ultimi album Menuck l'ha affrontato riguardo alla cosa.

## Formazione

### Formazione attuale
- Efrim Menuck - chitarra, voce, piano, effetti
- Sophie Trudeau - violino, voce
- Thierry Amar - contrabbasso, voce
- Jessica Moss - violino, voce
- David Payant - batteria, percussioni, organo, voce

### Ex componenti
- Ian Ilavsky - chitarra, organo, harmonium, voce
- Beckie Foon - violoncello, voce
- Eric Craven - batteria, percussioni
- Scott Levine Gilmore - batteria, percussioni, chitarra, mandolino, voce

## Discografia

### Album
- 2000 - He Has Left Us Alone but Shafts of Light Sometimes Grace the Corner of Our Rooms... (come A Silver Mt. Zion)
- 2001 - Born into Trouble as the Sparks Fly Upward (come The Silver Mt. Zion Memorial Orchestra & Tra-La-La Band)
- 2003 - "This Is Our Punk-Rock," Thee Rusted Satellites Gather + Sing, (come The Silver Mt. Zion Memorial Orchestra & Tra-La-La Band with Choir)
- 2005 - Horses in the Sky (come Thee Silver Mt. Zion Memorial Orchestra & Tra-La-La Band)
- 2008 - 13 Blues for Thirteen Moons (come Thee Silver Mt. Zion Memorial Orchestra & Tra-La-La Band)
- 2010 - Kollaps Tradixionales (come Thee Silver Mt. Zion Memorial Orchestra)
- 2014 - Fuck Off Get Free We Pour Light on Everything (come Thee Silver Mt. Zion Memorial Orchestra)

### EP
- 2004 - Pretty Little Lightning Paw E.P. (come Thee Silver Mountain Reveries)
- 2012 - The West Will Rise Again E.P. (come Thee Silver Mt. Zion Memorial Orchestra)